# ウルダゼパム
ウルダゼパム（英：Uldazepam）はベンゾジアゼピン誘導体である薬物である。他のベンゾジアゼピンと同様に鎮静薬や抗不安薬としての作用がある。

## 合成
チオチオアミドはラクタム自体よりもアミジンを生成しやすい傾向がある。

ウルダゼパムの合成: J. B. Hester, Jr., (1970); Chem. Abstr., 73: 99,001t (1970).

チオアミド(2)とO-アリル-ヒドロキシルアミンを反応させると、オキシイミノ(3)ウルダゼパムが得られる。

## 関連記事
- ベンゾジアゼピン